# Passo Fundo
Passo Fundo là một đô thị thuộc bang Rio Grande do Sul, Brasil. Đô thị này có diện tích 780,3 km², dân số năm 2007 là 183300 người, mật độ 234,89 người/km².